# Thomas Alexander Staisch
Thomas Alexander Staisch (* 19. August 1971 in Karlsruhe) ist ein deutscher Journalist und Autor.

## Leben
Staisch studierte Germanistik, Politische Wissenschaft und Online-Journalismus in Heidelberg, Darmstadt und
Wien. Seit 1997 ist er als Redakteur und Auslandskorrespondent für regionale und überregionale Tageszeitungen und Magazine wie „BILD“, „Focus“ und „Münchner Abendzeitung“ in Deutschland, Österreich und den USA tätig. Aktuell ist er Korrespondent und Stellvertretender Chefredakteur einer Wiener Tageszeitung.

## Leistungen
Neben journalistischen Beiträgen in deutschen Tageszeitungen und Magazinen und Mitautorschaft an dem Kriminalroman Schweinesonne (2006) veröffentlichte er im August 2010 die Romanbiografie Heinrich Pommerenke, Frauenmörder. Ein verschüttetes Leben, das erste Buch über den berüchtigten deutschen Serienmörder Heinrich Pommerenke. Im Juli 2014 veröffentlichte er Die Deutschmeister. 1909 – eine vergessene Meisterschaft, ein Buch über den KSC-Vorgängerverein Phönix Karlsruhe. Im Verlaufe der Recherche zu diesem Werk entdeckte Staisch 2013 nicht nur die sechsbändigen Protokollbücher von Phönix (ab 1910), sondern auch die ältesten Filmaufnahmen im deutschen Fußball – vom Halbfinale um die deutsche Meisterschaft 1910 zwischen Phönix Karlsruhe und dem Karlsruher FV (1:2).

## Werke
- Die Deutschmeister. 1909 – eine vergessene Meisterschaft. Die Geschichte des Karlsruher FC Phönix 1894. BadnerBuch-Verlag, ISBN 978-3-944635-09-5.
- Mit Claudia Diewald: Schweinesonne. Verlag J. Neumann-Neudamm, Melsungen 2006. ISBN 978-3-7888-1060-3.
- Heinrich Pommerenke, Frauenmörder. Ein verschüttetes Leben. Klöpfer & Meyer Verlag, Tübingen 2010. ISBN 978-3-940086-88-4.